# 요한 폰 작센 선제후
1468년 6월 13일 생, 1532년 8월 16일 슈바이니츠 성에서 사망
1525~1532년 동안 작센의 선제후.

선제후 에른스트의 넷째 아들로, 현명공 프리드리히의 뒤를 이어 통치함.
아버지의 사망이후 현명공과 함께 영토분할에 합의했으나, 사실상 형이 사망하기 전까지는 형이 주요한 대외활동을 함.
형제간의 사이가 좋았던 것으로 알려져있으며, 형의 사망이후 종교개혁을 지속하였다.

아들은 요한 프리드리히에게 권력을 넘겨주었음.